# Tânărul Frankenstein
Tânărul Frankenstein (1974, Young Frankenstein) este un film de comedie științifico-fantastic regizat de Mel Brooks cu Gene Wilder în rolul principal.

## Actori
- Gene Wilder este Dr. Frederick Frankenstein
- Marty Feldman este Igor
- Peter Boyle este Monstrul
- Teri Garr este Inga
- Cloris Leachman este Frau Blücher
- Madeline Kahn este Elizabeth
- Kenneth Mars este Inspector Kemp
- Richard Haydn este Herr Falkstein
- Liam Dunn este Mr. Hilltop
- Danny Goldman este student la Medicină
- Leon Askin este Herr Walman (scene șterse)
- Gene Hackman este Harold, The Blind Man[5]
- Mel Brooks este tatăl Helgăi / Vârcolac / Cat Hit by Dart / Victor Frankenstein (voce) (nemenționat)
- Lou Cutell este un sătean înfricoșat #1 (nemenționat)
- Ian Abercrombie un sătean înfricoșat #2 (nemenționat)